# Уборковский сельсовет
Уборко́вский сельсовет — административная единица на территории Лоевского района Гомельской области Республики Беларусь. Административный центр — агрогородок Уборок.

## Состав
Уборковский сельсовет включает 10 населённых пунктов:
- Вазон — деревня
- Волкошанка — деревня
- Громыки — деревня
- Липняки — деревня
- Михалёвка — деревня
- Райск — посёлок
- Смелый — посёлок
- Тучки — деревня
- Уборок — агрогородок
- Ястребка — деревня